# Crispín Verza
Crispín Verza, (n. Asunción, Paraguay; 24 de octubre de 1952) es un ex futbolista paraguayo. Actuaba en el puesto de mediocampista.

## Trayectoria
Hizo su debut profesional en 1967 jugando por el Olimpia de Asunción.  Fue internacional en Murcia (España), Pereira (Colombia), América (Colombia) y Everest (Ecuador). En Paraguay también jugó en el Cerro Porteño.
Fue apodado "La zurda de oro".

## Selección nacional
Ha sido internacional con la selección de fútbol de Paraguay.

## Clubes

### Como jugador
| Club           | País     | Año         |
| -------------- | -------- | ----------- |
| Olimpia        | Paraguay | 1967 - 1973 |
| Murcia         | España   | 1973 - 1976 |
| Pereira        | Colombia | 1977        |
| América (Cali) | Colombia | 1978        |
| Everest        | Ecuador  | 1980        |
| Cerro Porteño  | Paraguay | 1980        |
| Olimpia        | Paraguay | 1981        |

#### Torneos nacionales
| Título           | Club    | País     | Año  |
| ---------------- | ------- | -------- | ---- |
| Primera División | Olimpia | Paraguay | 1968 |
| Primera División | Olimpia | Paraguay | 1971 |